# Guanosine
La guanosine est un nucléoside, formée d'une guanine liée à un cycle ribose (ribofuranose) par une liaison glycosidique β-N9.
La guanosine peut être phosphorylée une à trois fois, ce qui donne la GMP (guanosine monophosphate), la GMPc (guanosine monophosphate cyclique), la GDP (guanosine diphosphate) et la GTP (guanosine triphosphate).
Quand la guanine est liée à un cycle désoxyribose, on l'appelle désoxyguanosine.